# Роман Торрес
Роман Ауреліано Торрес Марсільйо (ісп. Román Aureliano Torres Morcillo, нар. 20 березня 1986, Панама, Панама) — панамський футболіст, захисник, клубу «Сіетл Саундерз» і збірної Панами.

## Клубна кар'єра

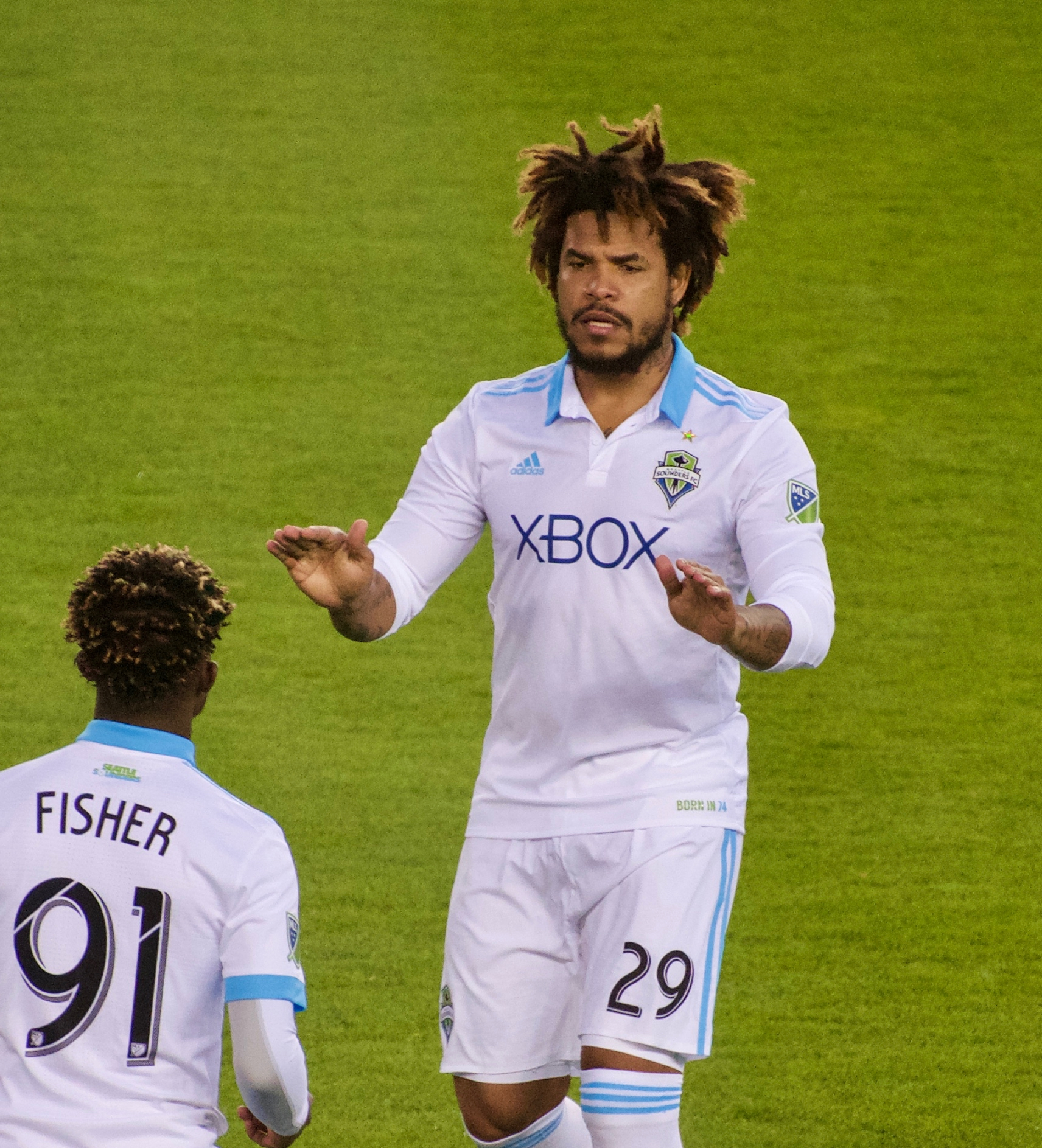
Торрес у складі «Сіетл Саундерз»

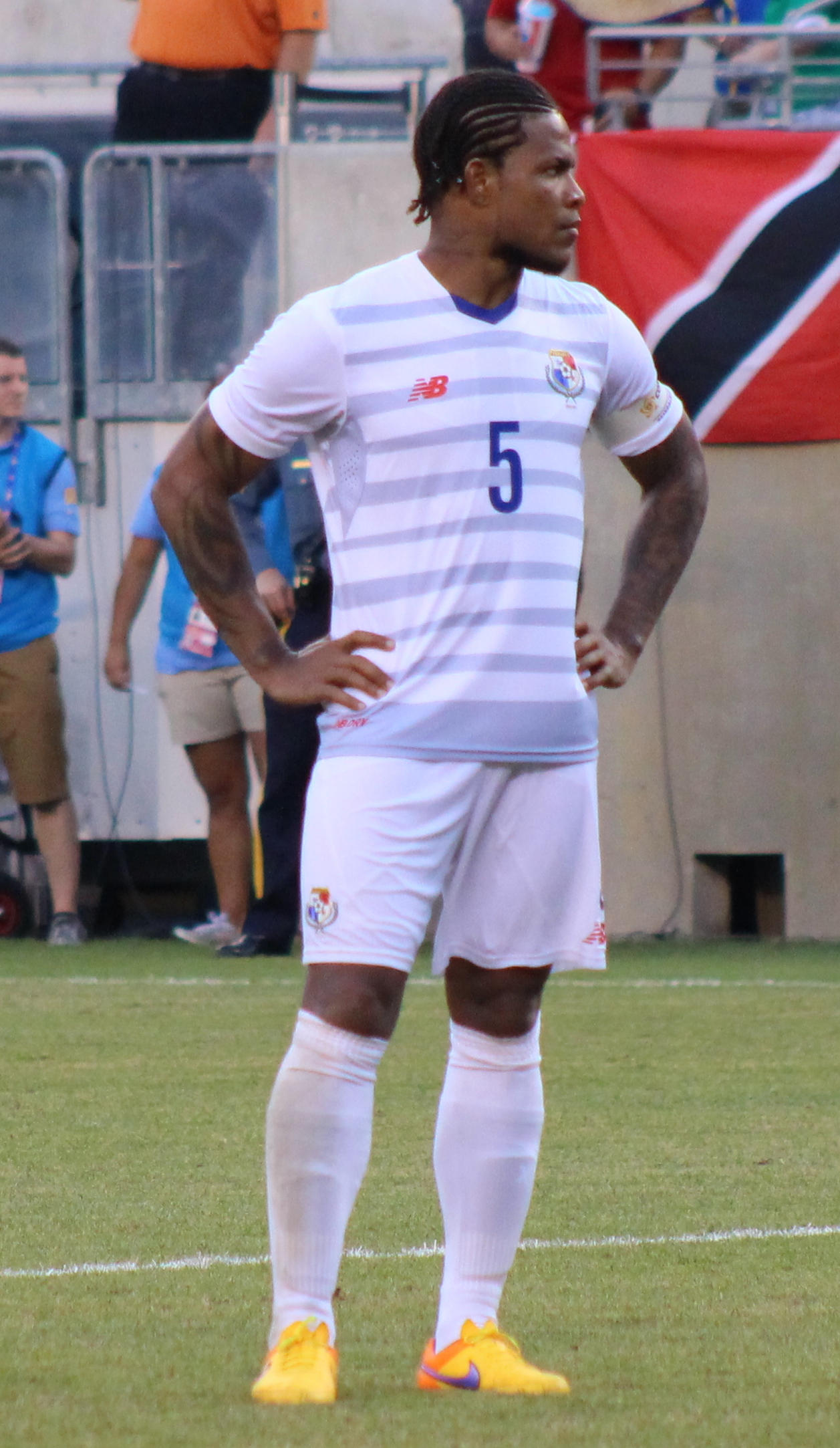
Торрес у складі збірної Панами

Торрес почав кар'єру в клубі «Чепо». У 2003 році він дебютував за основний склад і в тому ж році став володарем Кубка Роммеля Фернандеса. У 2005 році Роман перейшов у «Сан-Франциско», у складі якого двічі став чемпіоном країни. Після закінчення сезону він переїхав в Колумбію, де підписав контракт з клубом «Кортулуа».
У 2007 році Роман перейшов в «Ла Екідад». Через рік він допоміг команді виграти Кубок Колумбії. У 2010 році на правах оренди Торрес перейшов в «Атлетіко Хуніор». 7 лютого в матчі проти «Ла Екідада» він дебютував за нову команду. У цьому ж сезоні Торрес допоміг клубу виграти Кубок Мустанга.
На початку 2011 року він знову був відданий в оренду. Новою командою Торреса став «Атлетіко Насьйональ». 6 лютого в поєдинку проти «Енвігадо» він дебютував за новий клуб. 14 квітня в матчі проти «Депортіво Калі» Роман забив свій перший гол за «Атлетіко Насьйональ». З командою Торрес став дворазовим чемпіоном Колумбії.
У 2012 році Торрес повернувся в «Ла Екідад», але вже через рік зновубув орендований. Новою командою Романа став «Мільйонаріос». 30 липня в матчі проти «Санта-Фе» він дебютував за клуб. По закінченні сезону Торрес знову став чемпіоном країни. 2 березня 2013 року у поєдинку проти «Бояка Чіко» він забив свій перший гол за «Мільйонаріос».
Влітку 2015 року Роман перейшов в американський «Сіетл Саундерз». 16 серпня в матчі проти «Орландо Сіті» він дебютував в MLS.

## Збірна
У 2005 році в складі молодіжної збірної Панами Торрес взяв участь у молодіжному чемпіонаті світу в Нідерландах.
У тому ж році він потрапив в заявку збірної Панами на участь у Золотому кубку КОНКАКАФ. 17 липня в матчі проти збірної ПАР дебютував на турнірі за збірну. За підсумками змагань Торрес отримав срібну медаль.
У 2007 році Роман вдруге поїхав на Золотий кубок КОНКАКАФ в США. На турнірі він зіграв у матчах проти збірних Гондурасу, Куби і Мексики.
У 2009 році Торрес втретє взяв участь в розіграші Золотого кубка КОНКАКАФ. На турнірі він зіграв в поєдинках проти команд Нікарагуа, Гваделупи, Мексики і США. 3 березня 2010 року в товариському матчі проти збірної Венесуели Роман забив свій перший гол за національну команду.
У 2011 році Торрес у четвертий раз поїхав на розіграш Золотого кубка КОНКАКАФ. На турнірі він взяв участь у поєдинках проти команд Сальвадору і двічі США.
У 2013 році Роман допоміг збірній вийти у фінал Золотого кубка КОНКАКАФ. На турнірі він зіграв у матчах проти збірних Мартиніки, Канади, США, Куби і двічі Мексики. У поєдинку проти мексиканців Торрес забив гол.
У 2015 році Роман вдруге став бронзовим призером Золотого кубка КОНКАКАФ. На турнірі він зіграв у матчах проти збірних Гаїті, Гондурасу, Тринідаду і Тобаго, Мексики і двічі США. У поєдинку проти мексиканців Торрес забив гол.

### Голи за збірну Панами
| #   | Дата            | Місце                                           | Суперник          | Рахунок | Результат | Турнір                               |
| --- | --------------- | ----------------------------------------------- | ----------------- | ------- | --------- | ------------------------------------ |
| 01. | 3 березня 2010  | «Естадіо Метрополітано», Баркісімето, Венесуела | Венесуела         | 0:1     | 1:2       | Товариський матч                     |
| 02. | 6 вересня 2011  | «Денніс Мартінес», Манагуа, Нікарагуа           | Нікарагуа         | 0:2     | 1:2       | Кваліфікація до ЧС-2014              |
| 03. | 6 лютого 2013   | «Роммель Фернандес», Панама, Панама             | Коста-Рика        | 2:0     | 2:0       | Кваліфікація до ЧС-2014              |
| 04. | 24 липня 2013   | AT&T Стедіум, Арлінгтон, США                    | Мексика           | 2:1     | 2:1       | Золотий кубок КОНКАКАФ 2013          |
| 05. | 10 вересня 2014 | Компасс Стедіум, Х'юстон, США                   | Нікарагуа         | 2:0     | 2:0       | Кубок націй Центральної Америки 2014 |
| 06. | 13 вересня 2014 | Колізеум, Лос-Анджелес, США                     | Сальвадор         | 1:0     | 1:0       | Кубок націй Центральної Америки 2014 |
| 07. | 27 березня 2015 | «Ато Болдон», Коува, Тринідад і Тобаго          | Тринідад і Тобаго | 0:1     | 0:1       | Товариський матч                     |
| 08. | 4 червня 2015   | «Роммель Фернандес», Панама, Панама             | Эквадор           | 1:1     | 1:1       | Товариський матч                     |
| 09. | 23 липня 2015   | Джорджія Дом, Атланта, США                      | Мексика           | 1:0     | 1:2       | Золотий кубок КОНКАКАФ 2015          |
| 10. | 14 червня 2017  | Роммель Фернандес, Панама, Панама               | Гондурас          | 2:2     | 2:2       | Кваліфікація до ЧС-2018              |

## Досягнення
Командні
 «Чепо»
- Володар Кубка Роммеля Фернандеса: 2003

 «Сан-Франциско»
- Чемпіон Панами: Клаусура 2005, Апертура 2006

 «Ла Екідад»
- Володар Кубка Колумбії: 2008

 «Атлетіко Хуніор»
- Чемпіон Колумбії: Апертура 2010

 «Атлетіко Насьйональ»
- Чемпіон Колумбії: Апертура 2011

 «Мільйонаріос»
- Чемпіонат Колумбії: Фіналісасьйон 2012

 Сіетл Саундерс
- Володар Кубка MLS (1): 2016

Міжнародні
 Панама
- Срібний призер Золотого кубка КОНКАКАФ: 2005, 2013
- Бронзовий призер Золотого кубка КОНКАКАФ: 2011, 2015
- Володар Кубка націй Центральної Америки: 2009
- Срібний призер Кубка націй Центральної Америки: 2007